# Білоус Мечислав Дмитрович
Мечислав Дмитрович Білоус (нар. 1924, село Війтівці, тепер Хмільницького району Вінницької області — ?) — український радянський діяч, новатор сільськогосподарського виробництва, голова колгоспів «Переможець» і «Дружба» Хмільницького району, 1-й секретар Хмільницького райкому КПУ Вінницької області. Депутат Верховної Ради УРСР 6—8-го скликань. Герой Соціалістичної Праці (31.12.1965).

## Біографія
Народився в селянській родині.
З квітня 1944 року — у Червоній армії, учасник німецько-радянської війни. Служив стрільцем 7-ї стрілецької роти, писарем 3-го батальйону 5-го гвардійського повітряно-десантного полку 2-ї гвардійської повітряно-десантної дивізії 1-го Українського фронту.
Член ВКП(б).
З 1954 по 1963 рік — голова колгоспу «Переможець» (потім — імені Леніна) села Березної Хмільницького району Вінницької області.
У 1963—1968 роках — голова колгоспу «Дружба» села Уланів Хмільницького району Вінницької області.
З 1968 року — 1-й секретар Хмільницького районного комітету КПУ Вінницької області.
Потім — на пенсії.

## Нагороди
- Герой Соціалістичної Праці (31.12.1965)
- орден Леніна (31.12.1965)
- орден «Знак Пошани» (26.02.1958)
- орден Вітчизняної війни І ст. (22.07.1987)
- орден Вітчизняної війни ІІ ст. (6.04.1985)
- орден Слави ІІІ ст. (20.08.1944)
- медаль «За відвагу» (28.06.1944)
- медаль «За бойові заслуги» (19.05.1945)
- медалі